# Ариб
Вижте пояснителната страница за други личности с името Ариб.
Ариб (на старогръцки: Ἀρύββας, Arybbas, † след 342/341 пр.н.е.) е от 370 пр.н.е. до 343 пр.н.е. цар на молосите и хегемон (вожд) на епиротите в Античен Епир от династията на Еакидите. Той е дядо на прочутия Пир I.

## Живот
Син е на цар Алкет I († 370 пр.н.е.) и по-малък брат на Неоптолем I, с когото управлява заедно.
Ариб се жени за племенницата си Троас, голямата дъщеря на брат му Неоптолем. Има двама сина Алкет II и Еакид. Той изгонва по-големия си син Алкет от страната.
След смъртта на Неоптолем I ок. 360 пр.н.е. царството е управлявано само от Ариб. Той става опекун на по-малките деца на брат си, Александър I от Епир и Поликсена, която омъжва 357 пр.н.е. за македонския цар Филип II Македонски и тя става царица Олимпия и майка на Александър Велики.
Преди 349 пр.н.е. македонският цар Филип II напада Ариб и го изгонва от царството през 342/341 пр.н.е., което получава Александър, по-малкият брат на Олимпия. Ариб е приет в Атина и получава гражданство, както преди това дядо му Тарип и баща му Алкет.
При 109. Олимпийски игри през 344 пр.н.е. Ариб е победител при тетрипон (състезанията с колесници).